# Parco Naturale di Cervia
Il Parco Naturale di Cervia è un’area naturale protetta a Cervia.

## Storia
I prodromi si devono al direttore delle Terme di Cervia Giorgio Colombo, appassionato di caccia e pesca, che utilizzò il locale caldaie delle terme come incubatrice per le uova di fagiano. In breve, i fagiani divennero circa 500 ed a loro fu destinata una voliera ed un laghetto nei pressi delle terme.
L'opera fu completata nel 1963 dapprima con lavori svolti rapidamente per preparare il terreno, ed infine con la recinzione dell'area, con costi ripartiti tra Camera di Commercio, Ept, Azienda di soggiorno ed enti di appoggio quali banche.

## Struttura
È un'oasi nel verde di 32 ettari nella zona delle Terme all’interno della millenaria pineta di Cervia. Istituito allo scopo principale di tutelare l’ambiente in cui si inserisce, rendendolo contemporaneamente fruibile per turisti e visitatori interessati. Fin dall’ingresso infatti, quest’ultimi vengono coinvolti in un dialogo con il Parco grazie a strumenti più o meno interattivi quali pannelli illustrati, segnaletica verticale, dépliant, animatori e guide. Il progetto propone l’organizzazione di tre linee di percorrenza lungo le quali attraverso “punti notevoli” e snodi, garantiscono il passaggio da un percorso all’altro offrendo diverse varianti alle modalità di visita.
È un luogo che ben conserva la flora e la fauna autoctona, sia a livello regionale che nazionale. All’interno del parco è presente un percorso botanico a dimostrazione della varietà della pineta: al pino domestico ed al pino marittimo si accompagnano querce ed un sottobosco estremamente ricco di arbusti, come il rovo, il biancospino e l’olivello. 
L’altro elemento costituente di questo luogo è la presenza di numerose specie animali che qui trovano dimora e vengono sollecitate al ripopolamento: fra gli altri, ci sono polli, tacchini, cavalli, pecore, bovini, cavalli, daini, pavoni e fagiani, molti dei quali si possono toccare con mano all’interno del recinto della "Vecchia Fattoria": vi è infatti l’occasione di un incontro ravvicinato con gli animali domestici in un’area recintata situata oltre il canale; con l’assistenza di personale, gli utenti possono interagire e accudire gli animali della fattoria, in tutta sicurezza. 
Le specie autoctone sono decisamente le più presenti, ma una nota di colore riguarda la longeva presenza all’interno del parco, dall’inizio degli anni Sessanta fino al 1992, di un cammello di nome Sophia, lasciata in cura alla città da un circo itinerante. 
Negli ultimi anni inoltre, per cercare di inserire ancora di più il visitatore all’interno dell’habitat naturale, sono stati creati percorsi avventura che si snodano tra gli alberi del Parco Naturale.